# Demonassa
Demonassa – rodzaj chrząszczy z rodziny kózkowatych i podrodziny zgrzypikowych. 

## Zasięg występowania
Przedstawiciele tego rodzaju występują w Australii.

## Systematyka
Do Demonassa należą 4 gatunki:
- Demonassa albostictica
- Demonassa capitalis
- Demonassa dichotoma
- Demonassa marmorata